# Mering
Mering er en kommune i Landkreis Aichach-Friedberg i Regierungsbezirk Schwaben i den tyske delstat Bayern, og administrationsby for Verwaltungsgemeinschaft Mering. Det er den tredjestørste kommune i landkreisen efter Aichach og Friedberg (Bayern) og er det økonomiske centrum for den sydlige del Landkreis Aichach-Friedberg.

## Geografi
Mering ligger i landskabsregion Augsburg. Den vigtigste flod i kommunen er Paar. Også floden Lech og den opstemmede Mandichosee ligger i kommunens omgivelser
Der er følgende bebyggelser:
- Mering
- Mering-St. Afra
- Meringerzell
- Reifersbrunn
- Baierberg

I syd og vest grænser den op til Merching, mod nord til Kissing og mod øst til Ried.
- Vådområdet Naturschutzgebiet Meringer Zwanzger ligger i kommunen

Merings historie er kendt tilbage til 1021.